# Enfants de Don Quichotte (Acte 1)
Pour plus de détails, voir Fiche technique et Distribution.
Enfants de Don Quichotte (Acte 1) est un  documentaire français réalisé par Augustin Legrand, Jean-Baptiste Legrand et Ronan Denece, sorti en 2008.

## Synopsis
Ce documentaire retrace l'action coup-de-poing du 26 octobre 2006 de l'association des Enfants de Don Quichotte sur les berges du Canal Saint-Martin.

## Fiche technique
- Titre : Enfants de Don Quichotte (Acte 1)
- Réalisation : Augustin Legrand, Jean-Baptiste Legrand et Ronan Denece
- Scénario : Augustin Legrand, Jean-Baptiste Legrand et Ronan Denece
- Photographie : Ronan Denece
- Montage : Anita Roth
- Sociétés de production : Centrale Électrique, Love Streams Production et MNP Entreprise
- Société de distribution : Bodega Films
- Pays d'origine :  France
- Langue : français
- Durée : 107 minutes
- Dates de sortie : 
  -  France : 19 mai 2008 (Festival de Cannes), 22 octobre 2008 (sortie nationale)

## Autour du film
Une première version du film est diffusée sur le site de partage de vidéos Dailymotion, où il est vu par plus de 600 000 personnes. Il s'agit alors du premier film long diffusé par cette plate-forme.
La version définitive du film est sélectionnée au festival de Cannes en 2008, à la Semaine de la critique .
Malgré des bonnes critiques, le film ne recueille à sa sortie en salles que 14 046 entrées.
Il est ensuite diffusé sur les chaînes de télévision Canal+ en 2009 puis sur Orange cinéma séries deux ans après.